# Bundesautobahn 562
Die Bundesautobahn 562 (Abkürzung: BAB 562) – Kurzform: Autobahn 562 (Abkürzung: A 562) – ist eine vier Kilometer lange Autobahn im Süden von Bonn. Sie verbindet über eine Rheinbrücke die links- und rechtsrheinischen Verkehrswege.

## Verlauf

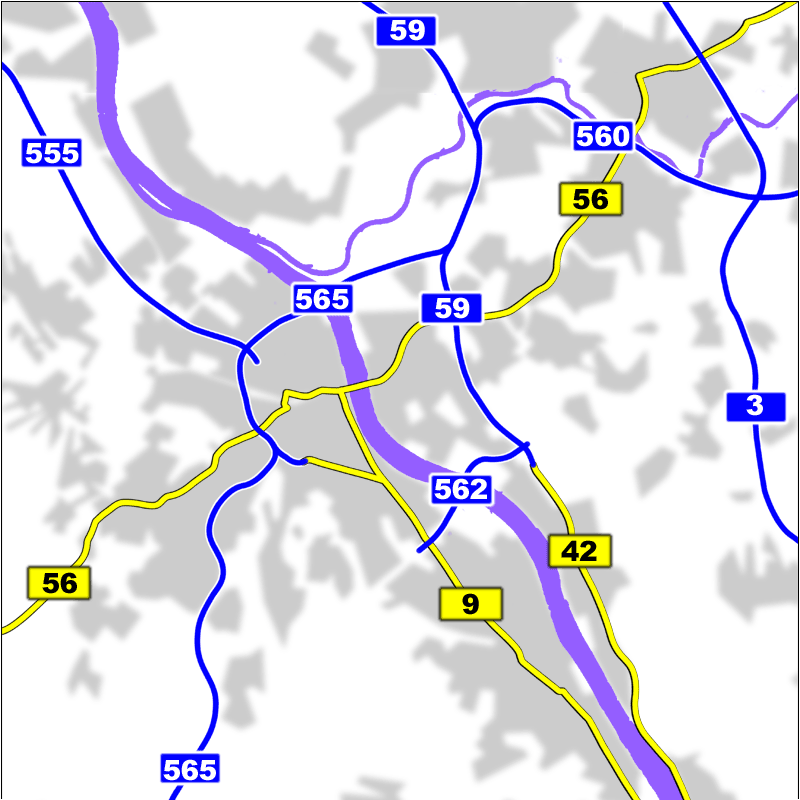
Fernstraßen im Raum Bonn

Die Autobahn 562 befindet sich vollständig auf dem Gebiet der Stadt Bonn. Sie beginnt im Westen an der linksrheinischen Bahnlinie und unterquert die Bundesstraße 9, mit der sie in einem autobahnkreuz-ähnlichen Knotenpunkt verbunden ist. Über die südliche der drei Bonner Rheinbrücken (Konrad-Adenauer-Brücke) überquert sie den Rhein und stellt über das Autobahnkreuz Bonn-Ost den Anschluss an die Bundesautobahn 59 her. Unmittelbar hinter dem Autobahnkreuz endet sie in einer provisorischen Anschlussstelle, die den Übergang auf eine Stadtstraße ermöglicht.
Im Bereich der Rheinbrücke, die etwa die Hälfte der Gesamtlänge der A 562 ausmacht, befinden sich beiderseits der Autobahn Fuß- und Radwege. Der Mittelstreifen wird dort von einer Stadtbahntrasse gebildet, die am linken Rheinufer eine Haltestelle (Rheinaue) inmitten der Autobahn hat.
Die Autobahn verbindet insbesondere das zur Zeit des Autobahnbaus neu gebildete Regierungsviertel, das heutige Bundesviertel, sowie den 1979 eingeweihten Freizeitpark Rheinaue mit den rechtsrheinischen Teilen der Stadt Bonn und des Rhein-Sieg-Kreises.
Neben der A 36 und der A 40 ist die A 562 die einzige Autobahn, in der abschnittsweise in der Mitte, also zwischen den beiden Fahrbahnen, eine Stadt- bzw. Straßenbahn verläuft.

## Planung und Bau
Die A 562 war ursprünglich Bestandteil der Planung der A 56, die vom Selfkant an der niederländischen Grenze über Jülich, Düren und Euskirchen und Bonn nach Waldbröl führen und damit eine südliche Umgehung des Kölner Rings herstellen sollte. Dieses Vorhaben wurde 1986 aufgegeben. 
Im linksrheinischen Teil markiert die A 562 die Grenze zwischen den früher selbständigen Städten Bonn und Bad Godesberg, da keine der beiden Städte die Autobahn auf ihrem Gebiet haben wollte. Als 1972 die Konrad-Adenauer-Brücke dem Verkehr übergeben wurde, war Bad Godesberg jedoch bereits eingemeindet, so dass die Autobahn nun mitten durch das vereinigte Stadtgebiet führt.
Beim Bau der A562 wurden Moosmatten als Mittel gegen die Verbreitung von Feinstaub installiert.

## Ausbaupläne zur „Südtangente“

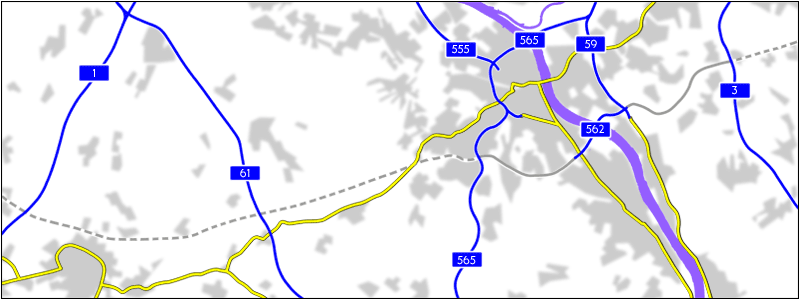
Ursprüngliche Planung: Südtangente (grau), A 56 (gestrichelt)

Als Rest der A 56-Planung waren lange Zeit Verlängerungen der A 562 zur sogenannten „Südtangente“ vorgesehen. Ein Ausbau nach Westen sollte durch Tunnel unter der Bahnlinie und unter dem Venusberg bis zur A 565 führen. Eine Verlängerung nach Osten, „Ennertaufstieg“ genannt, sollte als dreispurige Bundesstraße 56n eine zusätzliche Verbindung zur A 3 herstellen.
Diese Projekte waren heftig umstritten, da viele Anwohner Beeinträchtigungen des Landschaftsbildes, Umweltzerstörungen und zusätzlichen induzierten Verkehr befürchteten. Als Alternative zum Ennertaufstieg wurde eine Verbesserung des bislang dünnen ÖPNV-Angebots vorgeschlagen. Die Befürworter argumentierten dagegen, die Maßnahme würde positive Einflüsse auf die Natur haben, da die immer weiter steigende Verschmutzung insbesondere des Siebengebirges stark zurückgehen würde und durch die zum Teil unterirdische Streckenführung (1.100 Meter langer Ennerttunnel) das Landschaftsbild nicht wesentlich verändert werden würde. Außerdem profitiere die ganze Wirtschaftsregion Bonn-Rhein-Sieg davon, was durch ein Gutachten, das einen sehr hohen Kosten-Nutzen-Faktor voraussagt, bestätigt werde. Mehrere andere Gutachten, unter anderem eine Umweltverträglichkeitsstudie (UVS), haben sich gegen den Ennertaufstieg ausgesprochen.
Die östliche Verlängerung wurde 2003 auf Initiative des Landes NRW aus dem Bundesverkehrswegeplan gestrichen. Als Begründung wurde angeführt, dass die geschätzt rund 60 Millionen Euro teure Strecke lediglich von täglich 4.000 Autos genutzt werden würde und dass der Verkehr im Rhein-Sieg-Kreis allgemein viel mehr in Nord-Süd- als in Ost-West-Richtung verläuft. Kommunalpolitiker im Rhein-Sieg-Kreis setzten sich später für eine Wiederaufnahme in den Plan ein.
Nach der Herausnahme aus dem Bundesverkehrswegeplan wurden sechs alternative Ausbaumöglichkeiten geprüft. Als realistischste davon wurde eine Kombination aus zwei Maßnahmen angesehen, die unter anderem eine neue Straße von Oberkassel zur Anschlussstelle Siebengebirge sowie für die Entlastung der Landesstraße 331 einen Tunnel durch den Großen Ölberg vorsehen.
Im Bundesverkehrswegeplan 2030 von 2016 ist die Südtangente wieder mit der Dringlichkeit „Weiterer Bedarf“ aufgeführt, sie trägt die Projektbezeichnung B 56-G40 NW und soll 11,5 km lang bei Kosten von 683,4 Millionen Euro werden.
Für eine linksrheinische Verlängerung der A 562 wurden jahrzehntelang Flächen zwischen den Stadtbezirken Bonn und Bad Godesberg freigehalten. Am 14. Juni 2006 beschloss der Bonner Stadtrat eine Bebauung dieser Flächen, womit die beiden ehemaligen Städte nun endgültig zusammenwachsen können.